# Ciclopentolato
El ciclopentolato es un principio activo que se utiliza en forma de gotas oftálmicas para producir midriasis (dilatación de la pupila) o cicloplejia (parálisis de la acomodación).
Actúa mediante un bloqueo de la acción del sistema nervioso parasimpático, por lo que impide la respuesta del músculo del esfínter del iris y del músculo ciliar a la acetilcolina.
Pertenece a la familia farmacológica de los parasimpaticolíticos o anticolinérgicos y está emparentado con otros medicamentos que se emplean en las mismas indicaciones: atropina, tropicamida, homatropina y escopolamina.
Estos agentes se emplean en oftalmología como tratamiento de algunas enfermedades inflamatorias del segmento anterior del ojo entre las que se encuentran la iritis e iridociclitis. También se utilizan por su acción dilatadora de la pupila como medida previa antes de una exploración de la retina. Otros usos son en el preoperatorio de intervenciones quirúrgicas sobre el ojo y para producir cicloplegia antes de estudiar los defectos de refracción en los niños.
No se debe emplear en caso de que exista glaucoma de ángulo cerrado porque puede desencadenar una crisis de glaucoma agudo debido a la midriasis.